# Tokyo Aliens
Tokyo Aliens (jap. 東京エイリアンズ Tōkyō eirianzu) – manga autorstwa NAOE, publikowana na łamach magazynu „Gekkan GFantasy” wydawnictwa Square Enix od kwietnia 2020. W Polsce prawa do jej dystrybucji nabyło Studio JG.

## Fabuła
Akira Gunji jest licealistą, który pragnie zostać policjantem, tak jak jego zmarły na służbie ojciec. Pewnego dnia wracając ze szkoły do domu zostaje wplątany w walkę między starszą kobietą z mackami na plecach, a Sho Tenkubashim, chłopakiem z jego szkoły. Akira zostaje porwany przez staruszkę i dowiaduje się, że jest ona kosmitką ściganą przez tajną jednostkę policji zajmującą się sprawami kosmitów, której Sho jest członkiem.

## Publikacja serii
Pierwszy rozdział mangi został opublikowany 17 kwietnia 2020 w magazynie „Gekkan GFantasy”. Następnie wydawnictwo Square Enix rozpoczęło zbieranie rozdziałów do wydań w formacie tankōbon, których pierwszy tom ukazał się 26 września tego samego roku. Według stanu na 27 stycznia 2025, do tej pory wydano 10 tomów.
17 lutego 2023 wydawnictwo Studio JG ogłosiło, że nabyło prawa do dystrybucji mangi w Polsce, premiera zaś odbyła się 12 maja tego samego roku.
| Nr | Język japoński   | Język japoński         | Język polski      | Język polski           |
| Nr | Data wydania     | ISBN                   | Data wydania      | ISBN                   |
| -- | ---------------- | ---------------------- | ----------------- | ---------------------- |
| 1  | 26 września 2020 | ISBN 978-4-7575-6865-5 | 12 maja 2023      | ISBN 978-83-8257-123-3 |
| 2  | 27 lutego 2021   | ISBN 978-4-7575-7118-1 | 6 września 2023   | ISBN 978-83-8257-248-3 |
| 3  | 27 lipca 2021    | ISBN 978-4-7575-7391-8 | 20 listopada 2023 | ISBN 978-83-8257-306-0 |
| 4  | 27 stycznia 2022 | ISBN 978-4-7575-7700-8 | 28 lutego 2024    | ISBN 978-83-8257-359-6 |
| 5  | 27 lipca 2022    | ISBN 978-4-7575-7998-9 | 29 kwietnia 2024  | ISBN 978-83-8257-412-8 |
| 6  | 27 stycznia 2023 | ISBN 978-4-7575-8366-5 | 28 czerwca 2024   | ISBN 978-83-8257-462-3 |
| 7  | 27 lipca 2023    | ISBN 978-4-7575-8632-1 | 25 września 2024  | ISBN 978-83-8257-512-5 |
| 8  | 26 stycznia 2024 | ISBN 978-4-7575-8925-4 | 27 marca 2025     | ISBN 978-83-8257-585-9 |
| 9  | 26 lipca 2024    | ISBN 978-4-7575-9316-9 | —                 |                        |
| 10 | 27 stycznia 2025 | ISBN 978-4-7575-9596-5 | —                 |                        |

## Odbiór
W październiku 2021 manga liczyła ponad 250 tysięcy sztuk w obiegu, natomiast do grudnia 2022 rozeszła się w nakładzie ponad 1 miliona egzemplarzy.